# Hôtel Terminus: Zeit und Leben des Klaus Barbie
Hôtel Terminus: Zeit und Leben des Klaus Barbie ist ein Dokumentarfilm von Marcel Ophüls über das Leben von Klaus Barbie.

## Inhalt
Klaus Barbie war von 1942 bis 1944 Kommandant der Gestapo im besetzten Lyon. Im Hotel Terminus hatte die Gestapo während der Besatzung Frankreichs ungefähr 20 Zimmer zu Vernehmungsräumen umfunktioniert. Von hier aus wirkte Barbie, der „Schlächter von Lyon“. Das Hotel wurde so zum Symbol für die letzte Station seiner Opfer und das Ende jeder Art von Menschlichkeit.
Ophüls hat in seinem Film die unterschiedlichsten Elemente verarbeitet, um den Mann und seine Grausamkeiten darzustellen. Zu Wort kommen ehemalige Schulkameraden des Gestapo-Kommandanten, Nachbarn, Angestellte, Sympathisanten und Opfer, die ihre Meinung über ihn, seine Verbrechen und seine Zeit äußern. Der Film ist eine genaue Rekonstruktion, eine bissige und intelligente Ironie über die Grausamkeit.

## Auszeichnungen
Der Film erhielt einen Oscar (Bester Dokumentarfilm (Langform), 1989) sowie den Prix de la critique internationale bei den Internationalen Filmfestspielen von Cannes 1988, sowie den Friedensfilmpreis der Heinrich-Böll-Stiftung auf der Berlinale 1989.

## Versionen
- VHS-Vollbild, Mono, PAL. Arthaus / Kinowelt Home Entertainment. Erschienen am 15. Mai 1995.
- DVD. MGM / Turbine Medien GmbH. Erschienen am 6. Juni 2014.